# Internationale Muziekraad
De Internationale Muziekraad (International Music Council, IMC) is een adviesorgaan over zaken die over muziek gaan. Ze werd in 1949 op initiatief van de UNESCO opgericht en is gevestigd in Parijs.
De raad heeft tot doel muziek voor iedereen toegankelijk te maken. Ze richt zich op gebieden als muziek, cultuur, dans, muziekonderwijs, onderwijs van leraren, het delen van informatie, ontwikkeling, creativiteit van de artiest, de status van de artiest en immaterieel erfgoed.
De IMC is het grootste wereldwijde netwerk van instituten en andere organisaties die werkzaam zijn op muziekgebied. Bij elkaar zijn er meer dan duizend organisaties in rond de 150 landen bij aangesloten. Sinds 1975 viert ze op initiatief van musicus en toenmalige raadsvoorzitter Yehudi Menuhin jaarlijks de Internationale Muziekdag.
- Biblioteca Nacional de España: XX83524
- Bibliothèque nationale de France: cb123045845 (data)
- CiNii: DA03818541
- Gemeinsame Normdatei: 1007998-1
- International Standard Name Identifier: 0000 0001 2370 0438
- Library of Congress Control Number: n50074261
- Nationale Bibliotheek van Tsjechië: ko2012710501
- Nationale Bibliotheek van Israël: 987007263031105171
- Nationale Bibliotheek van Polen: a0000002632036
- Système universitaire de documentation: 032553781
- Trove: 874977
- Virtual International Authority File: 157761852